# NGC 2261

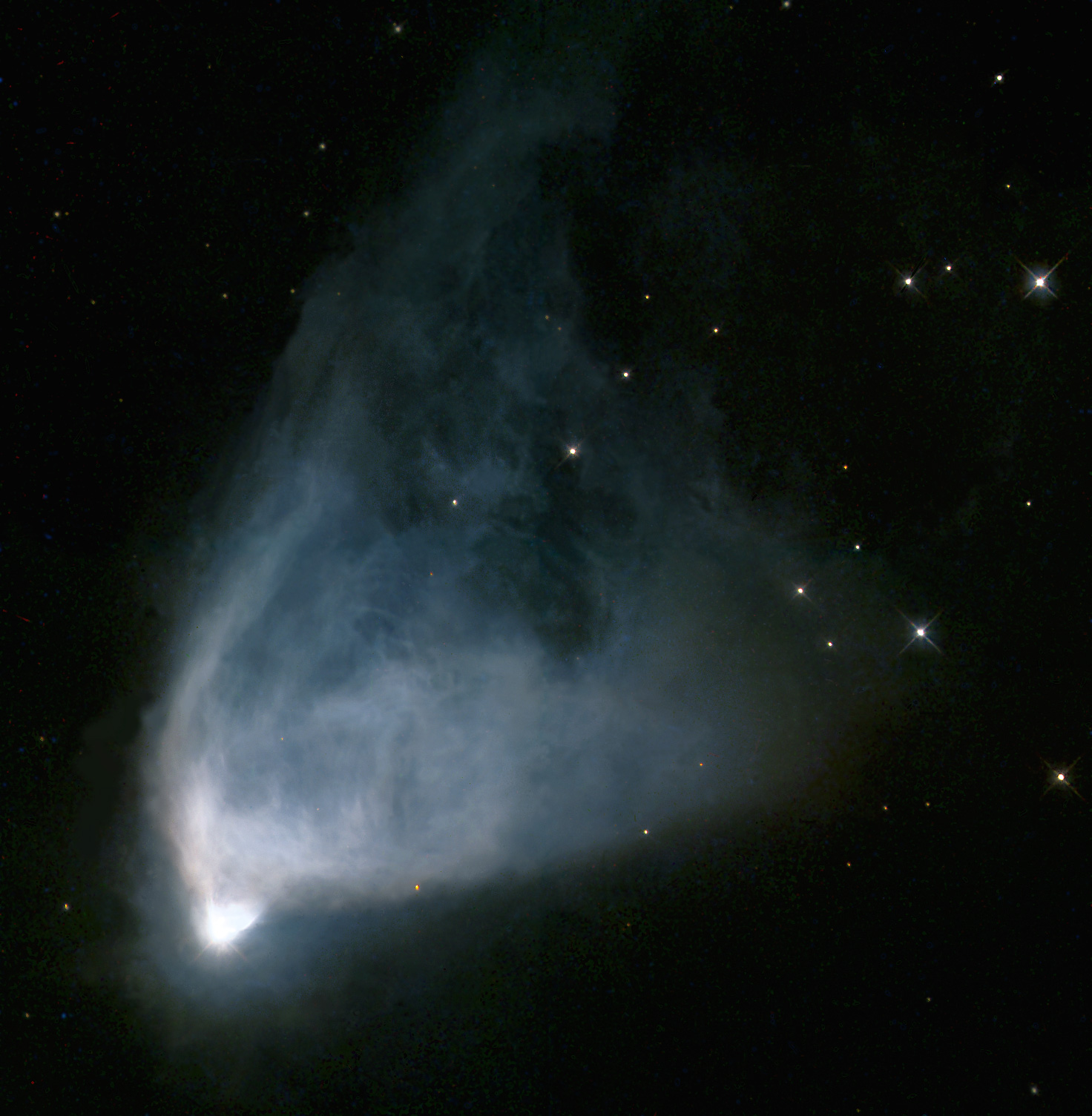
NGC 2261

NGC 2261 sau Caldwell 46 (sau Nebuloasa Variabilă a lui Hubble) este o nebuloasă variabilă (un tip de nebuloasă de reflexie) din constelația Licornul. 